# Renzo Vasconcelos
Renzo Vasconcelos (Colatina, 15 de julho de 1984) é um político brasileiro. Atualmente é deputado estadual do Estado do Espírito Santo pelo partido Progressistas. Foi o terceiro deputado mais votado nas eleições para a Assembleia Legislativa do Espírito Santo (Ales) em 2018, eleito com mais de 42 mil votos.

## História
Ingressou na política no ano de 2012, quando se elegeu vereador pelo PPS na sua cidade natal. É neto de Ilária Rossi e Pergentino de Vasconcellos, fundadores do Centro Universitário do Espírito Santo (Unesc), um dos maiores centros de educação superior do Espírito Santo, com sede nos municípios de Colatina e Serra. Na Unesc, formou-se em Direito no ano de 2006, é o atual diretor de patrimônio da instituição.

### Câmara Municipal de Colatina
Exerceu o seu primeiro mandato político na Câmara Municipal de Colatina, onde deu os seus primeiros passos para a criação de políticas públicas em defesa da saúde e serviços de qualidade para a população colatinense. Foi eleito com 2.857, sendo o segundo vereador mais votado na cidade.

### Assembleia Legislativa do Espírito Santo
Na Assembleia Legislativa, o parlamentar colatinense tem trabalhado para desenvolver economicamente e socialmente todas as regiões do Espírito Santo. O seu mandato atua nas áreas da saúde, agricultura, educação e meio ambiente.
Foi eleito em 2021 ouvidor parlamentar da Ales (biênio 2021\2022) e é vice-presidente da Comissão Parlamentar Interestadual de Estudos para o Desenvolvimento Sustentável da Bacia Hidrográfica do Rio Doce (Cipe Rio Doce) (biênio 2019\2020).